# Canterbury United FC
Canterbury United FC är en proffsklubb i fotboll från Christchurch i Nya Zeeland. Klubben spelar i den nyzeeländska proffsligan New Zealand Football Championship sedan 2004.